# 知的財産高等裁判所設置法
知的財産高等裁判所設置法（ちてきざいさんこうとうさいばんしょせっちほう、平成16年6月18日法律第119号）は、知的財産高等裁判所（知財高裁）の設置に関する法律である。
2005年（平成17年）4月1日から施行された。日本の経済社会における知的財産の活用の進展にともない、知的財産の保護に関して、知的財産に関する事件について専門的に取り扱う知的財産高等裁判所の設置のための事項を定めた（1条）。

## 概要
- 趣旨：知的財産に関する事件について裁判の一層の充実及び迅速化を図るものとする（1条）。
- 位置付け：東京高等裁判所の支部として設置する（2条柱書）。
- 取扱事件：民事訴訟法6条等に定める管轄を変更するものではなく、従前の東京高等裁判所知的財産4部が取り扱っていた事件と同様、包括的に引き継がれ、新たな事件番号が附される。
  1. 技術型訴訟の控訴事件。
  2. 非技術型訴訟の控訴事件であって、東京高等裁判所の管轄に属するもの。
  3. 特許庁の審決等に対する取消訴訟事件。
  4. 争点の審理に知的財産に関する専門的な知見を要する事件。
  5. 前記1から4と併合審理されるべき訴訟事件。
- 組織：最高裁判所は、知的財産高等裁判所に勤務する裁判官を定め、うち、1名を裁判所長と定める（3条）。司法行政事務を行うのは、裁判官の合議によるものとし（4条1項）、また、事務局が設置される（5条）。通常の高等裁判所支部と比べ、知的財産に関する事件に特化した裁判所として必要な司法行政事務について、その独自の権限の下で行使することが許容される。勤務する裁判官の定員は、第一部が3名、第二部～第四部が各5名の合計18人。裁判所調査官が11名補佐する。

技術型訴訟とは、特許権事件、実用新案権事件、半導体集積回路の回路配置利用権事件、プログラムの著作物についての権利に関する事件を指称する。これに対し、非技術型訴訟とは、全国の各地方裁判所をも第一審とすることができる（東京・大阪地方裁判所に限定されない）もので、意匠権事件、商標権事件、著作物の権利に関する事件（但しプログラムの著作物についての著作権の権利に関するものを除く）、育成者権事件、不正競争による営業上の利益の侵害に係る事件を指称する。